# Emmanuel Le Ray
Pour les articles homonymes, voir Le Ray (homonymie).
Emmanuel Le Ray, né le 17 novembre 1859 à Rennes, mort dans la même ville le 28 novembre 1936, est un architecte français.

## Biographie
Emmanuel Le Ray naît à Rennes au 3 quai de Nemours,. Il est le onzième enfant de Louis Auguste Le Ray, architecte et Céline Alexandrine Le Harivel. Les Le Ray sont alliés à d'autres familles rennaises notables : l'aînée des enfants, Louise Le Ray, épouse Charles Oberthür en 1870 et Marie Le Ray, troisième fille du couple, épouse l'architecte Frédéric Auguste Jobbé-Duval.
Bachelier ès-lettres en 1879 au lycée de Rennes, il entre à l'École des beaux-arts de Paris, spécialité architecture, dont il sort diplômé en 1890. De retour à Rennes, il ouvre son cabinet d'architecte quai Lamennais (ancien quai de Nemours). Le 1er décembre 1894, il succède à Jean-Baptiste Martenot comme architecte de la ville de Rennes, poste qu'il occupera jusqu'au 1er juin 1932, notamment sous les mandats du maire Jean Janvier (1908-1923).
On doit à ce précurseur de la dalle de ciment armé en Bretagne de nombreux édifices publics et privés tels que l'École de médecine et de pharmacie, l'achèvement du palais du Commerce (actuelle poste centrale de la ville), la salle de la Cité, la piscine Saint-Georges, le Panthéon rennais de la mairie de Rennes, le Monument aux morts du boulevard de la Liberté, l'actuel Lycée Robidou, la basilique Notre-Dame-de-Bonne-Nouvelle, le groupe scolaire Liberté, la grille d'entrée du parc du Thabor (rue de Paris), les halles centrales du boulevard de la Liberté, l'immeuble des Galeries Lafayette, etc.
Il est professeur à l'École régionale d'architecture de Rennes durant vingt neuf années. Parmi ses élèves figurent l'architecte Alexandre Miniac et le peintre Jean-Julien Lemordant.
Il meurt le 28 novembre 1936 à son domicile à Rennes, au 11 rue de Viarmes.

## Œuvres

### Commandes publiques

#### Édifices administratifs
- Hôtel de ville (aménagement intérieur) (1912-1914) et Panthéon rennais (1918-1922)[6]

Hôtel de Ville de Rennes
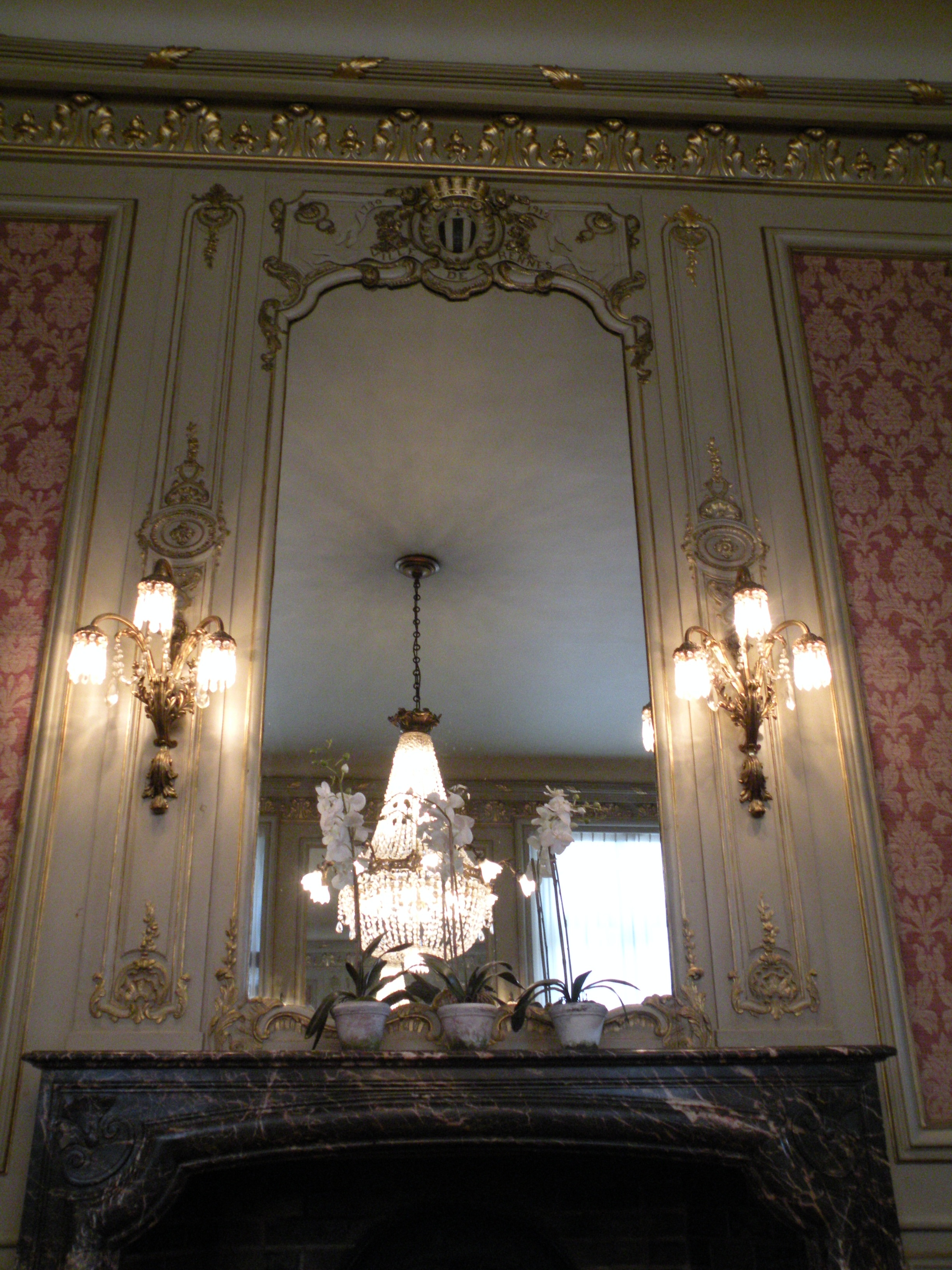
Cheminée et miroir du petit salon.
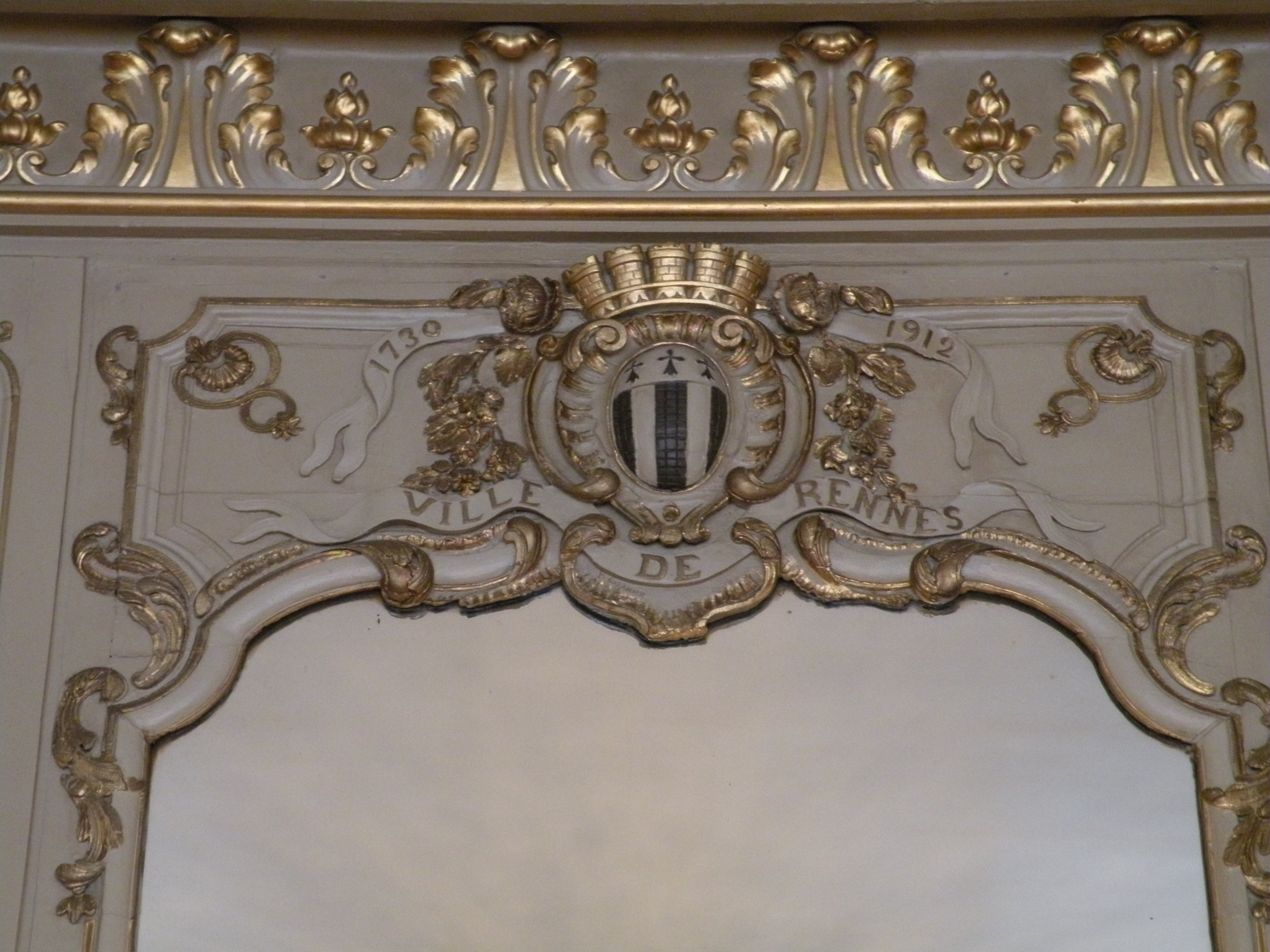
Blason de la ville dans le petit salon. Les dates qui y sont portées indiquent la date de construction du bâtiment (1730) et la date de la rénovation entreprise par Emmanuel Le Ray (1912).

#### Édifices commerciaux
- Halles centrales, boulevard de la Liberté (1913-1926)[7],[8]
- Palais du Commerce et hôtel des Postes, place de la République (achèvement) (1910-1930)[9],[10]
- Abattoir municipal, rue de la Mabilais (réaménagement) (1912-1923)[Note 1]

Édifices commerciaux rennais
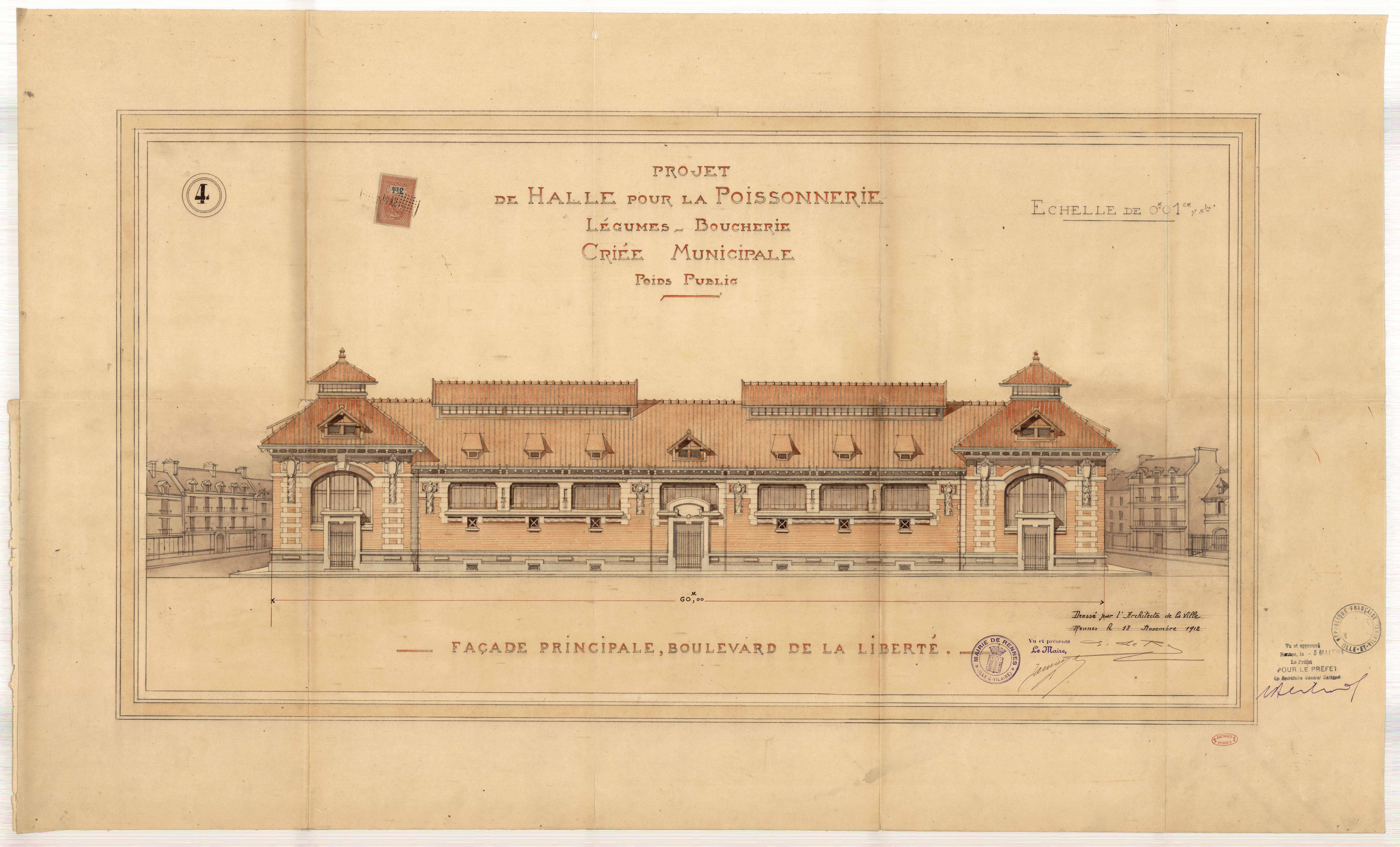
Les Halles centrales.
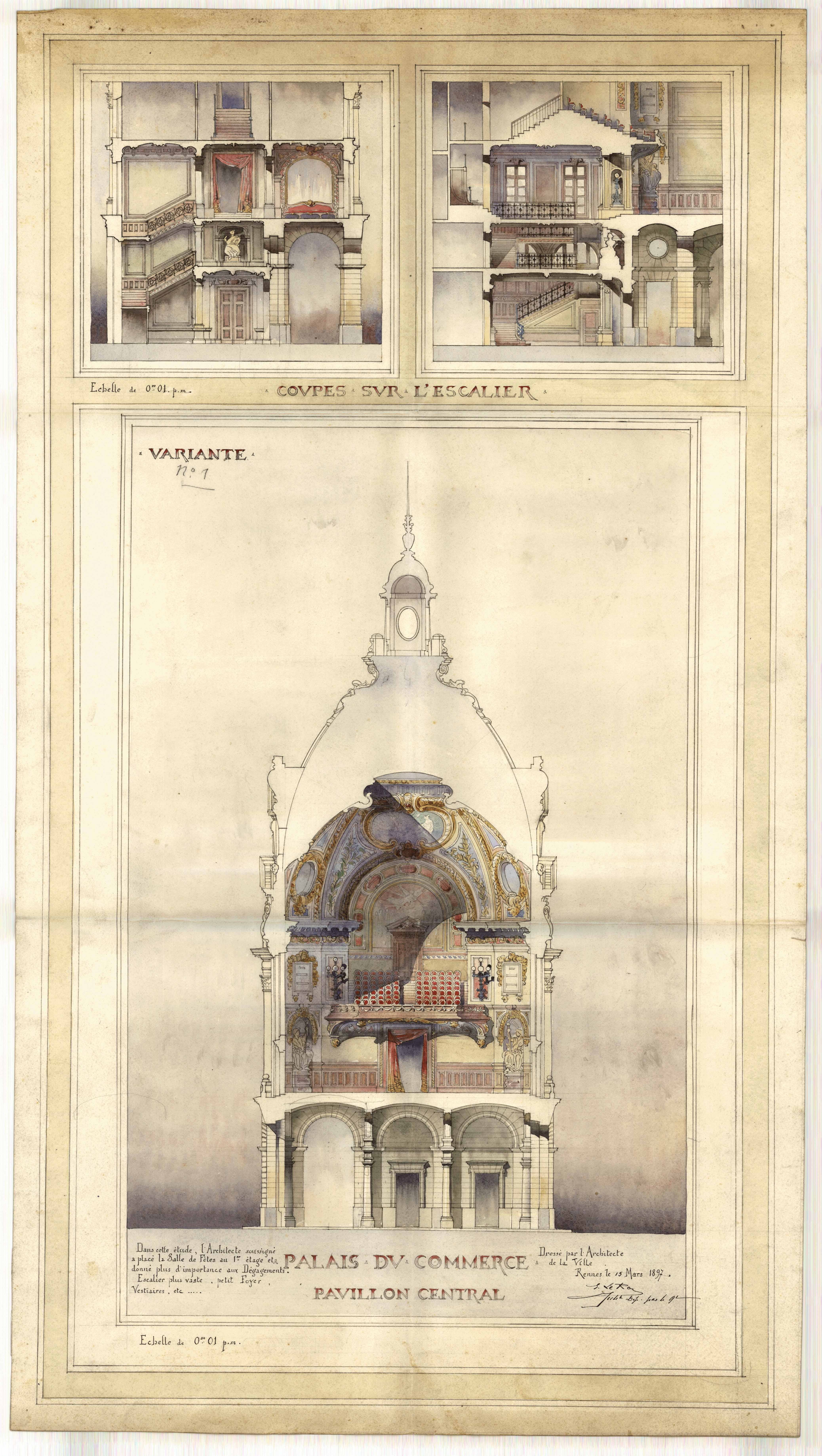
Le Palais du Commerce.
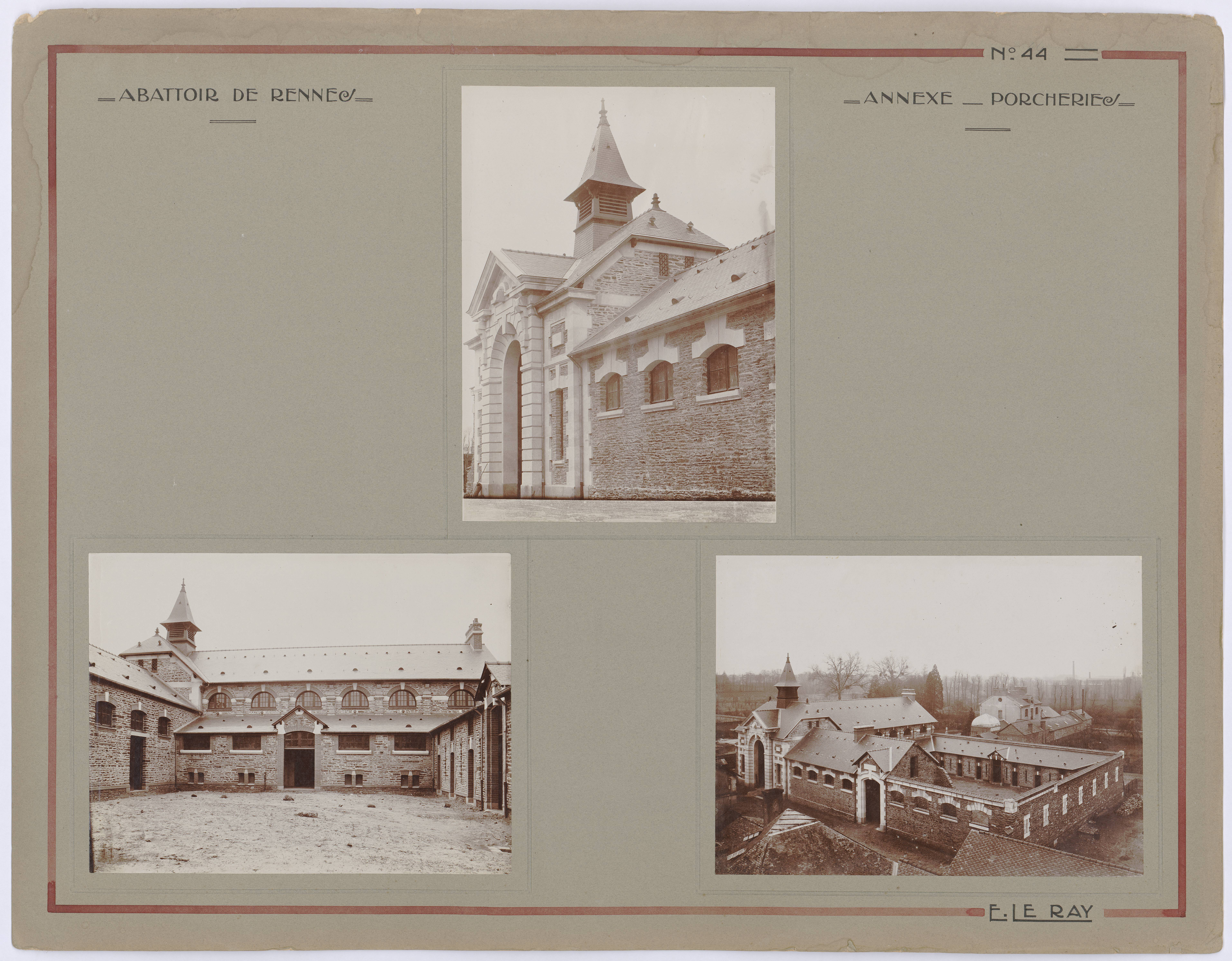
L'Annexe de l'abattoir municipal.

#### Édifices pour l'éducation
- Crèche Alain Bouchard, rue Alain-Bouchard (1925-1927)[11],[12]
- Groupe scolaire de la Liberté, boulevard de la Liberté (1909-1912)[13],[14]
- École primaire supérieure de jeunes filles (aujourd'hui lycée Jean Macé), rue Jean-Macé (1912-1920)[15],[16]
- École primaire de la Duchesse-Anne et cercle Paul-Bert, rue de Paris (1909)[17],[18]
- École pratique d'industrie, détruite par un incendie en 1898 (1900-1904)[19],[20]
- École de médecine et de pharmacie, angle de la rue Dupont-des-Loges et du boulevard Laënnec (1894-1921)[21],[22]
- Maison du Peuple, rue Saint-Louis, rue d’Échange (1919-1924)[23],[24]
- Maison de la Consommation et de l'Environnement, 48 Boulevard Magenta[25]

Édifices rennais pour l'éducation
École de médecine de Rennes.
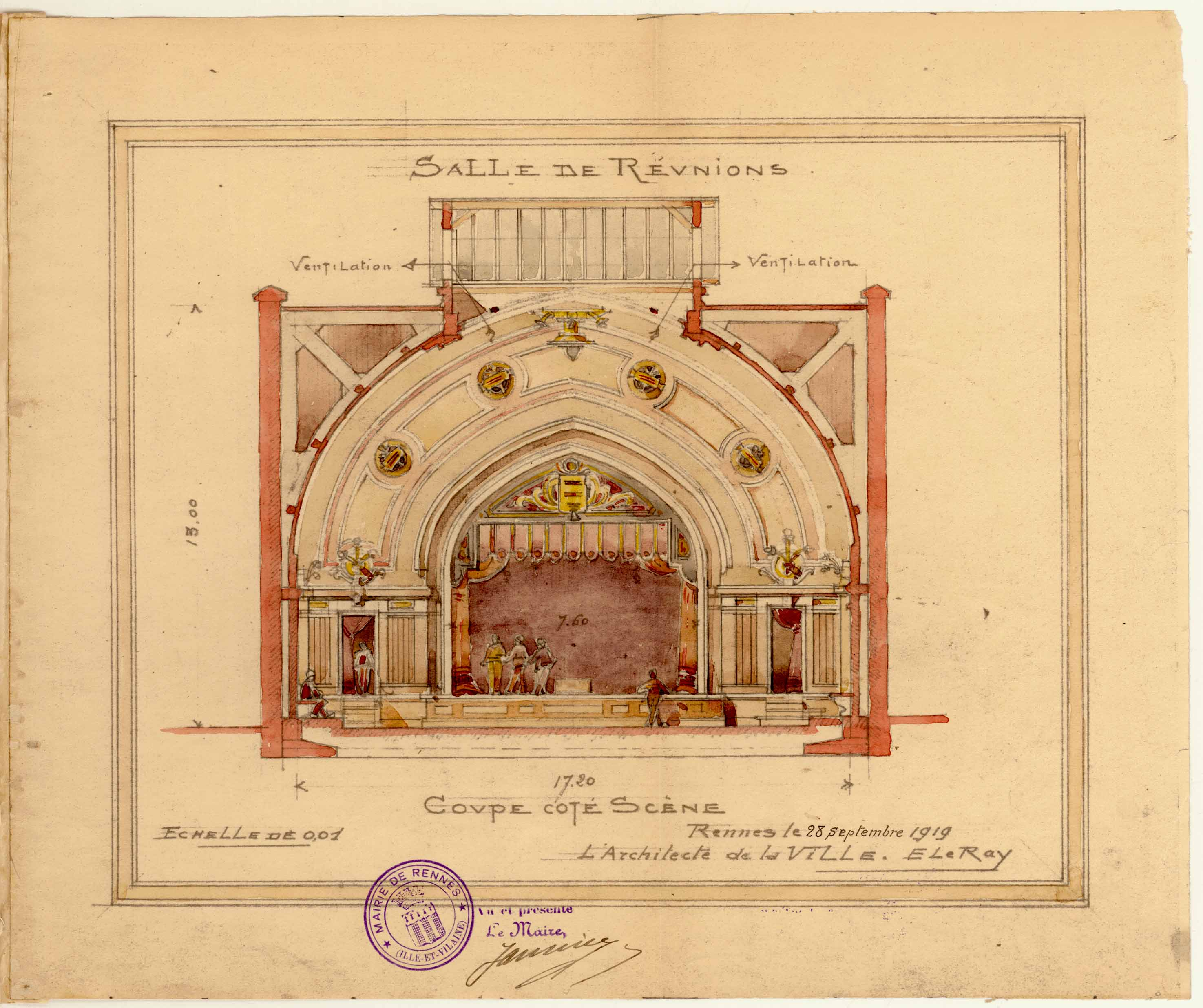
Maison du Peuple.

#### Édifices sportifs
- Piscine Saint-Georges, rue Gambetta (1921-1926)[26],[27]
- Bains-douches, rue Gambetta (1908-1910)[28],[27]
- Stade vélodrome Alphonse-Guérin, aujourd'hui Stade du Commandant Bougouin (1921-1923)[29],[30]
- Hippodrome des Gayeulles (1906)[31],[32]

Édifices sportifs rennais
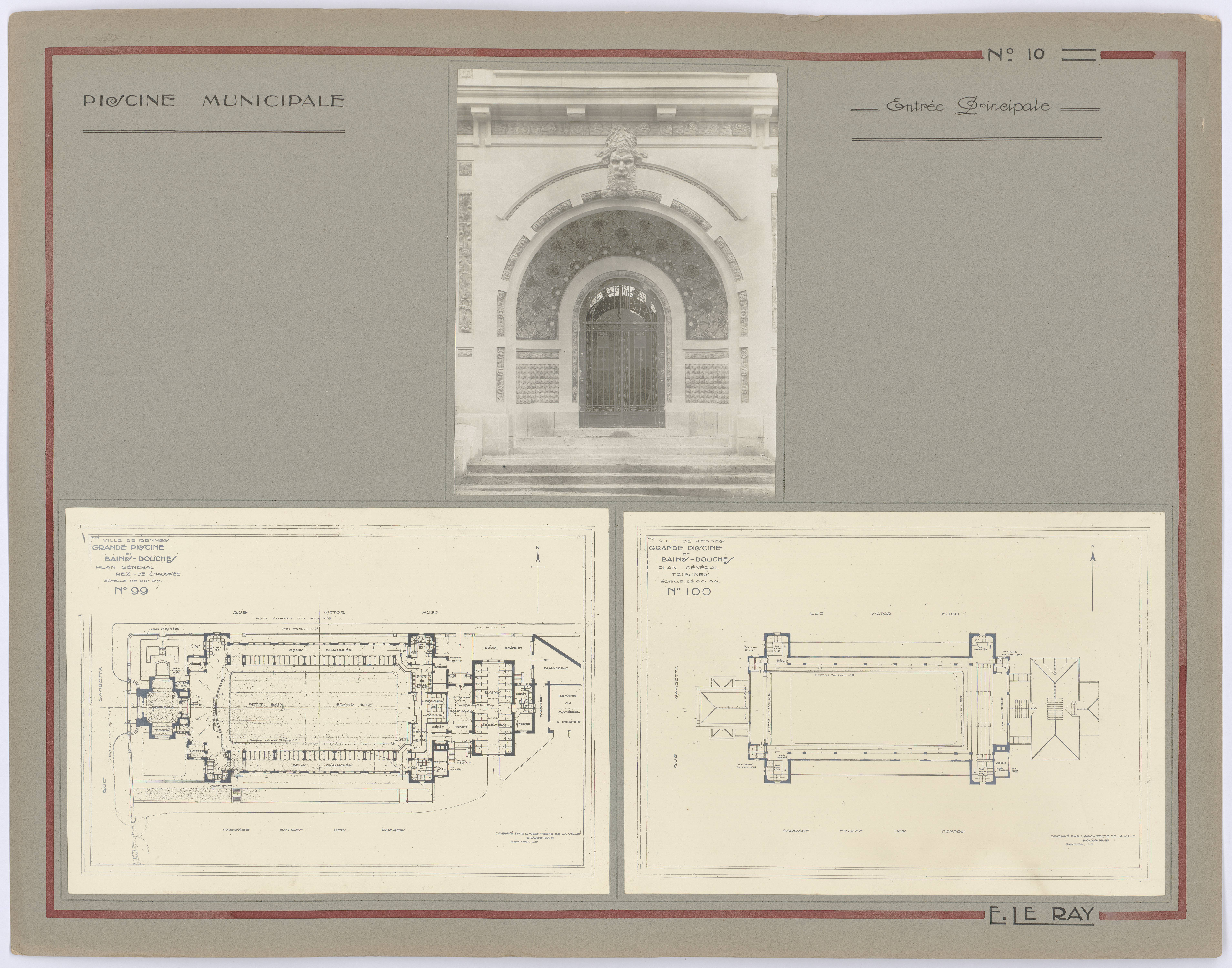
Piscine Saint-Georges.
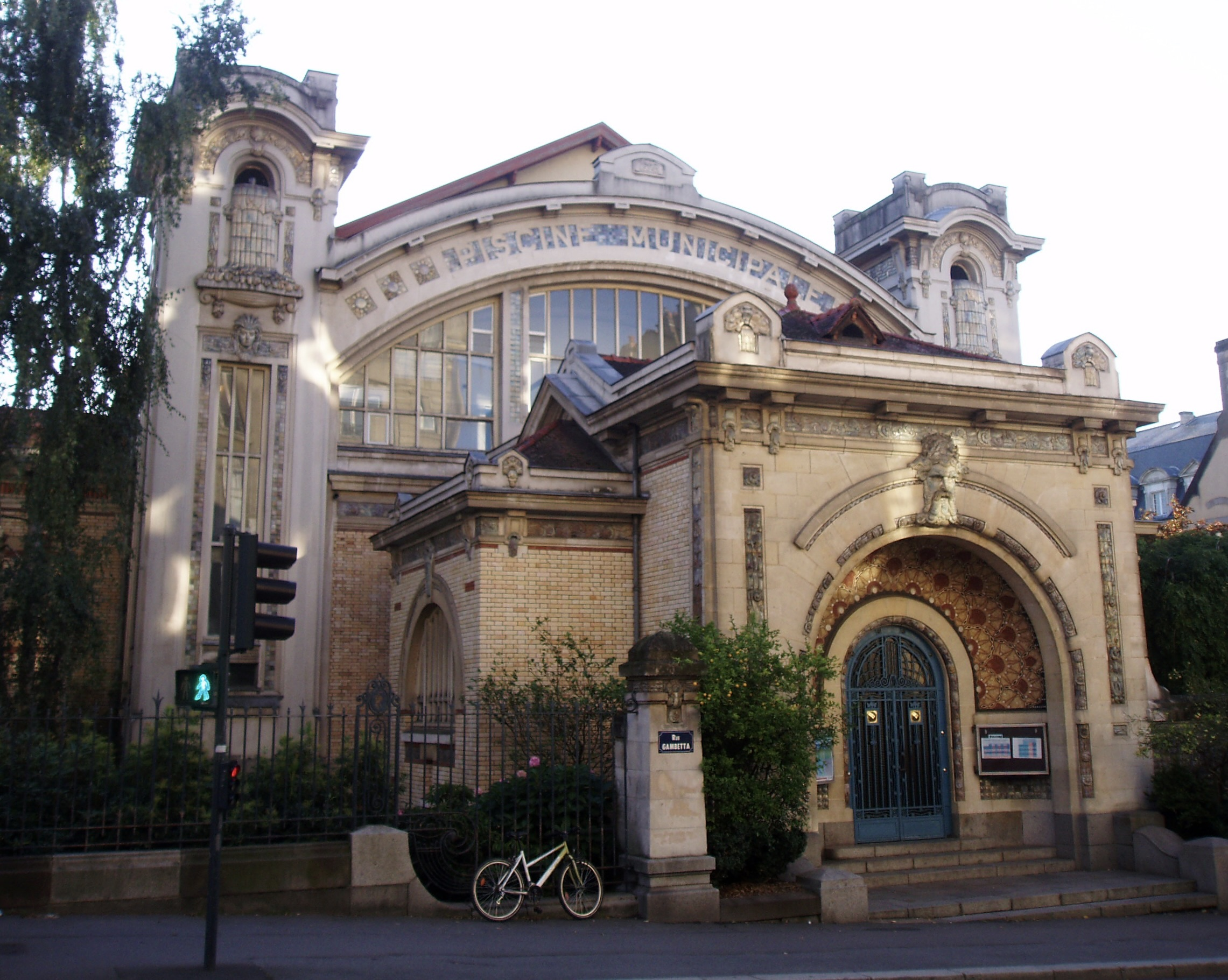
Piscine Saint-Georges.

#### Édifices à usage d'habitation
- Cité jardin, dite Foyer-Rennais, rue Charles-Bougot, rue de la Paix, rue Ange-Blaise, (1928-1933)[33]

#### Édifices religieux
- Église Saint-Aubin, place Sainte-Anne (continuation) (1899-1904)[34],[35]

Église Saint-Aubin
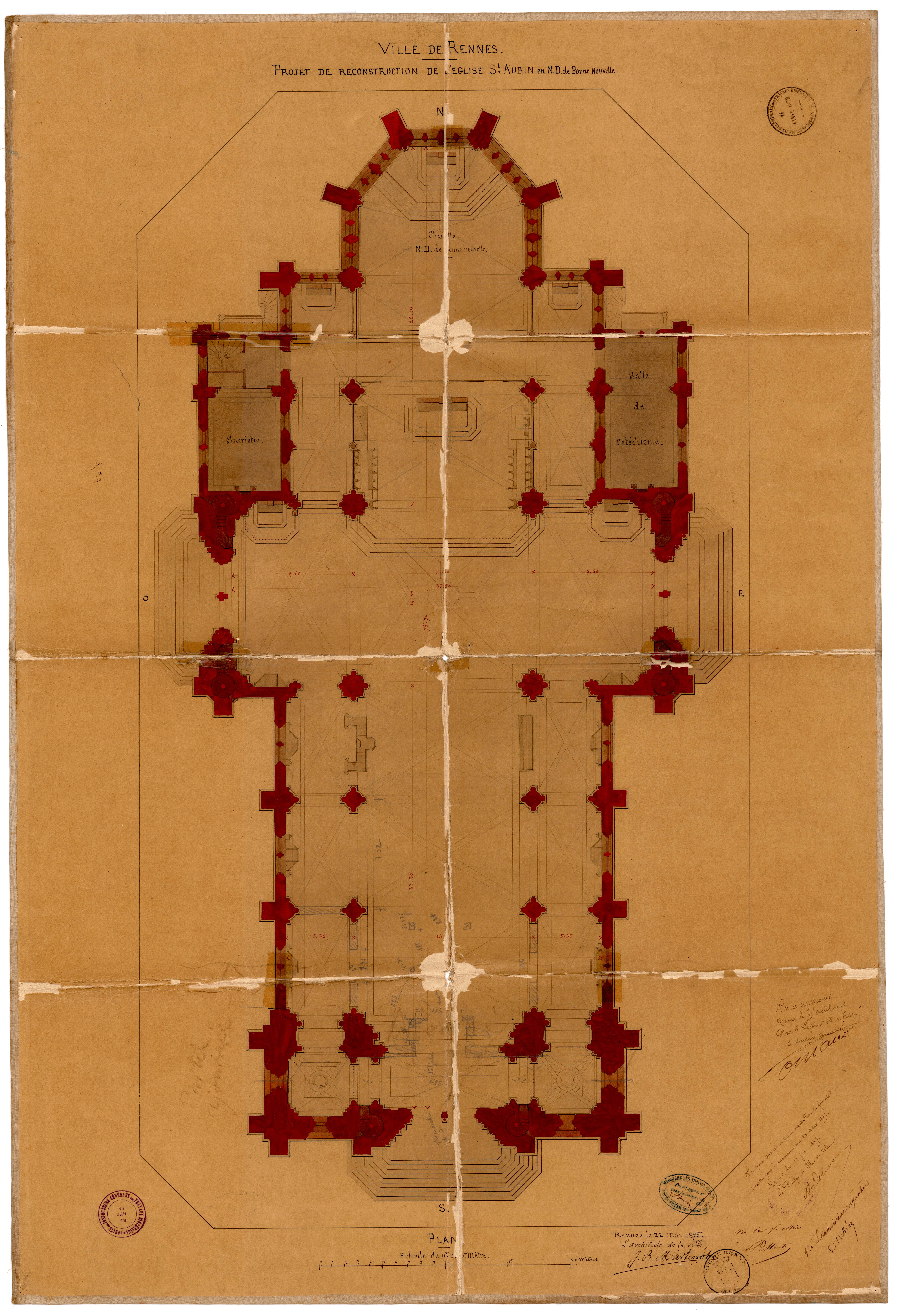
Plan, par Jean-Baptiste Martenot, (1875)
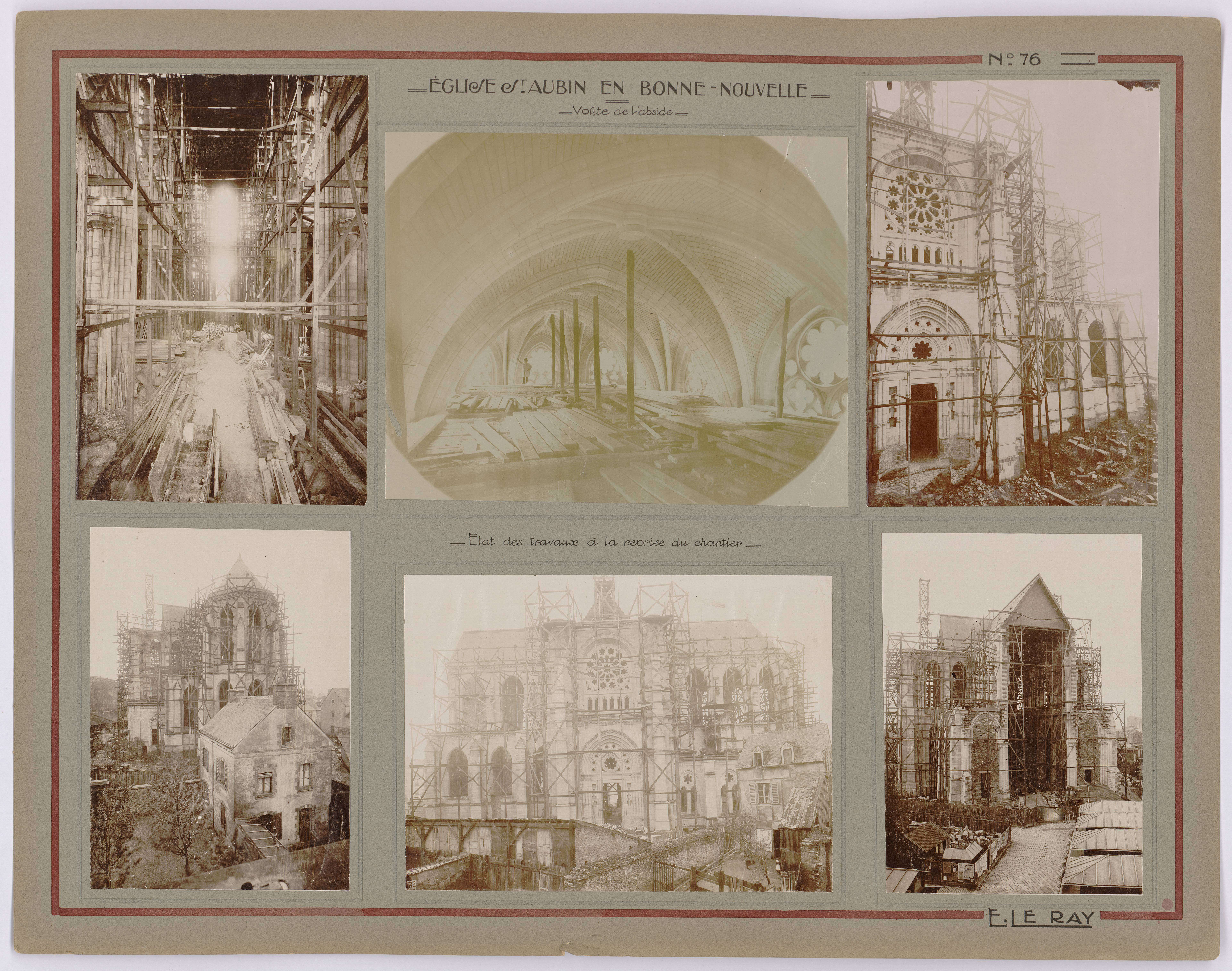
Vues de l'édifice

### Commandes privées
- Hôtels particuliers, passage du Couédic (1891)[36],[37]
- Immeuble Delalande, 13 rue de Châteaudun (1895)[38],[37]
- Hôtel de l'entrepreneur Poivrel, angle du boulevard Voltaire et de la rue Malakoff (1900)[39],[40]
- Maison Le Normand, 3 rue de Vitré (aujourd'hui 3 et 5 rue Anatole Le Braz) (1900)[41],[42]
- Hôtel Albert, 16 rue de Lorient (1901)[43],[44]
- Hôtel Le Ray, 11 rue de Viarmes (1902)[45],[46],[47]
- Maison Delalande, 27 boulevard de la Duchesse Anne (1902)[48],[49]
- Hôtel Charles Oberthür  fils, 34 rue Armand Barbès (1904)[50],[51]
- Les Magasins modernes, rue Le Bastard (1923)[52],[53]

Édifices privés à Rennes
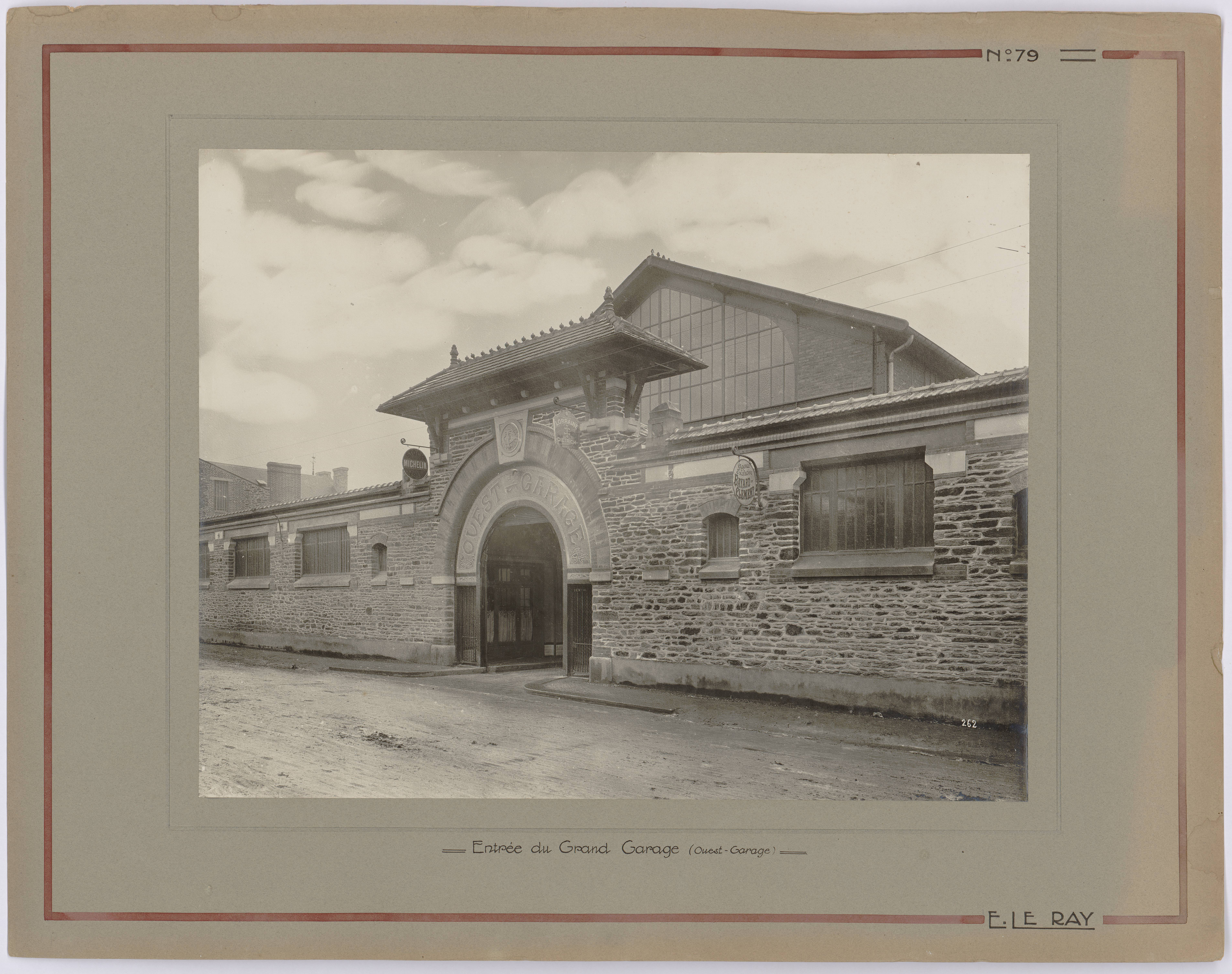
Ouest-Garage.
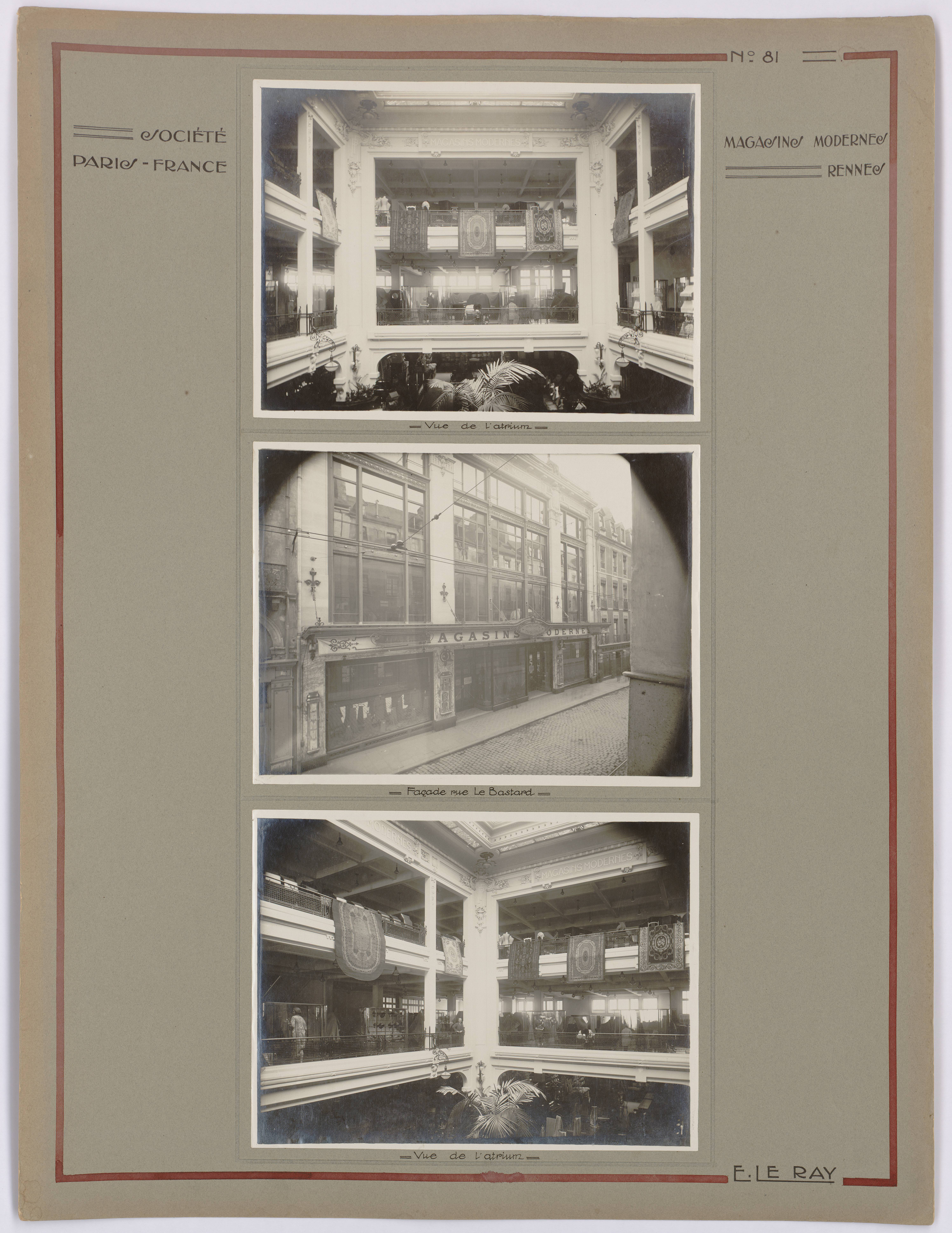
Les Magasins modernes.

## Élèves
- Jean-Julien Lemordant, peintre
- Alexandre Miniac, architecte
- Georges Rual (1876-19..), élève en 1896, puis à l'ENSBA la même année[54]

## Distinctions et hommages
Officier de l'Instruction publique, Emmanuel Le Ray est nommé chevalier de la Légion d'honneur par décret du 28 avril 1923.
Un mail porte son nom à Rennes depuis 2000.